# Higueras de Abuya
Higueras de Abuya tiene 5 comisarías y se ubica a 72 kilómetros de Culiacán y una extensión territorial de 274.105 kilómetros cuadrados.
Un 40% de sus tierras son de riego con producción agrícola, silvicultura y ganadería, así como cuenta con recursos minerales sin explotar en forma.
Su territorio está delimitado hacia el norte por las sindicaturas de Tacuichamona y Quila, además del municipio de Cosalá, hacia el este está el municipio de Elota, hacia el oeste la sindicatura de Emiliano Zapata y al sur la de Baila.

## Toponimia
Concluye Eustaquio Buelna Pérez que la interpretación de Abuya puede ser problemática; puede venir de ahuayac, cosa gustosa, agradable, adjetivo que lleva ya consigo la terminación locativa “c”, singnificando lugar agradable.(Proveniente del idioma náhuatl)